# Jean-Philippe Gatien
Jean-Philippe Gatien (ur. 16 października 1968 w Alès) – francuski tenisista stołowy, dwukrotny medalista igrzysk olimpijskich, mistrz świata w grze pojedynczej.
Na Letnich Igrzyskach Olimpijskich w Barcelonie zdobył srebrny medal w kategorii gry pojedynczej mężczyzn. Francuz jest jednym z dwóch Europejczyków, który grał w finale gry pojedynczej na Igrzyskach olimpijskich. Osiem lat później na Letnich Igrzyskach Olimpijskich w Sydney grając w parze z Patrickiem Chilą wywalczył brązowy medal w grze podwójnej.
Największy sukces w swojej karierze odniósł w 1993 roku. Podczas mistrzostw świata w Göteborgu został mistrzem świata w grze pojedynczej pokonując w finałowym pojedynku Belga Jeana-Michela Saive'a. W 1994 wygrał w Tajpej Puchar Świata, natomiast w 1997 w Eindhoven wygrał prestiżowy turniej Europa Top 12.
Sukcesy zanotował również startując w mistrzostwach Europy. Dziesięciokrotnie zdobywał medale podczas mistrzostw Starego Kontynentu. Nie zdobył wprawdzie tytułu indywidualnie (trzykrotnie przegrał w półfinale), ale mistrzostwo zdobywał w 2000 w Bremie w deblu (w parze z Patrickiem Chilą), 1990 w mikście (z naturalizowaną we Francji Chinką Yiaoming Wang) i dwukrotnie drużynowo (1994, 1998).